# Yoon Chae-kyung
Yoon Chae-kyung (Incheon; 7 de julio de 1996) es una cantante surcoreana. Fue miembro de C. I. V. A (un grupo de chicas formado en el falso documental de la serie The God of Music 2) y de I. B. I. Ambos grupos debutaron en 2016. En 2017, se convirtió en integrante del grupo April. 
También fue concursante en los programas de talento Kara Project (2014) y Produce 101 (2016).

## Carrera

### 2012-14: Puretty yKara Project
En septiembre de 2012 debutó como miembro de DSP Media Japón con el grupo Puretty, liberando dos singles "Cheki☆Love" en 2012 y "Shwa Shwa BABY" en 2013. El grupo se disolvió en el año 2014, con planes de sus miembros para formar parte de otros grupos.
A mediados de 2014 participó en Kara Project, un reality show en el que siete alumnas compitieron para convertirse en integrantes del grupo Kara.

### 2016:Produce 101, C.I.V.A  e I. B. I
A principios de 2016 representó a DSP Media en Produce 101, un espectáculo donde las 11 concursantes finalista formaron el grupo de chicas I. O. I. En el episodio final, fue clasificada en el puesto 16. El 1 de mayo, lanzó un sencillo digital en colaboración con Chaewon de April titulado "Clock"  (시계 ()).
En julio de 2016, fue elegida como aprendiz en el falso documental The God of Music 2 con un par de otras concursantes de Produce y más tarde formó el grupo C.I.V.A, lanzando la canción "Why" con Miryo.
En agosto de 2016, se unió al proyecto de LOEN Entertainment, I. B. I. El grupo lanzó el sencillo digital "Molae Molae" (몰래몰래 ()) el 18 de agosto. El 11 de noviembre, se reveló que se uniría a April, después de la salida de una de sus miembros.

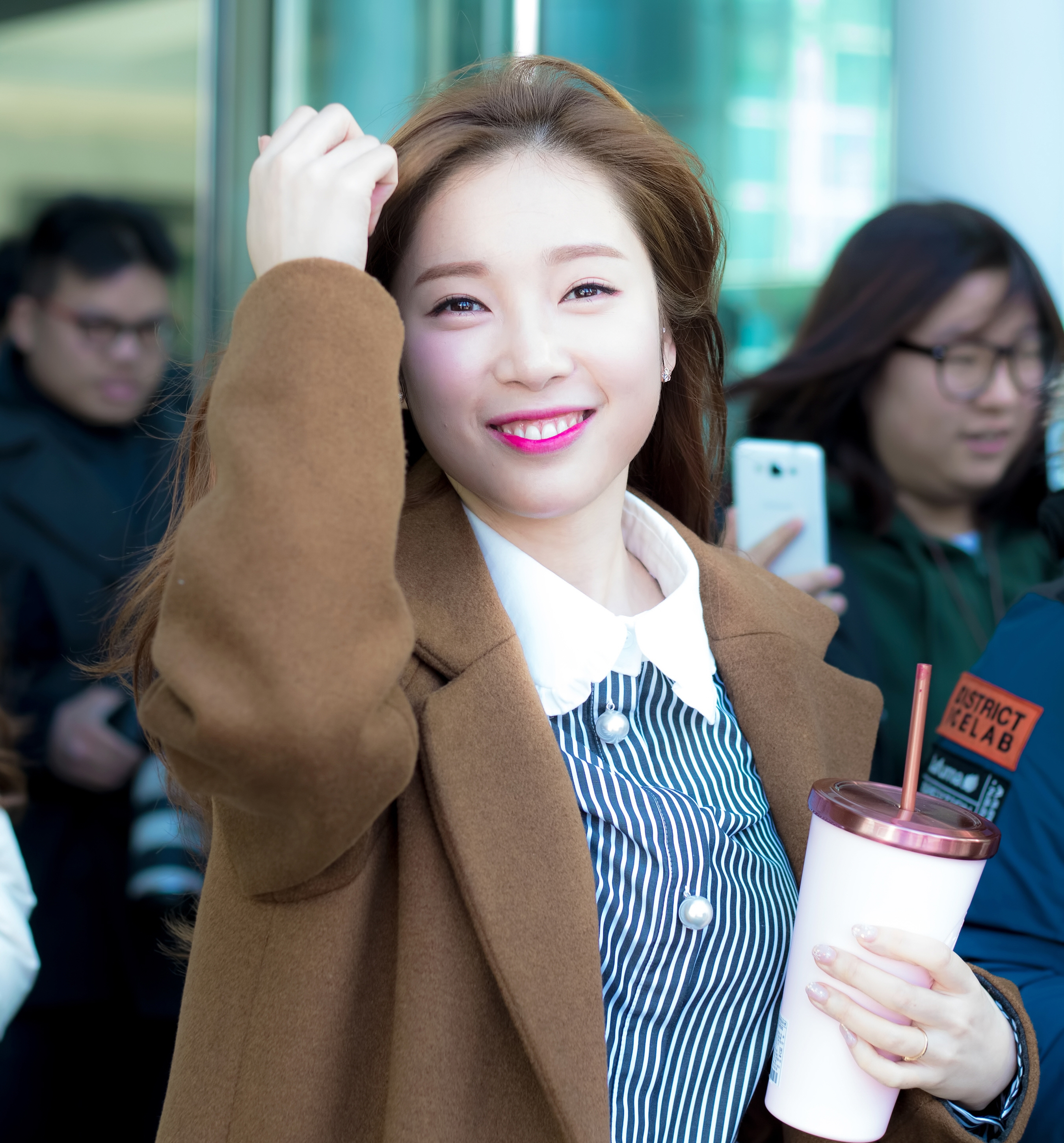
Yoon Chae-kyung, el 16 de enero de 2017.

### 2017:Debut en April
Yoon debutó como miembro de April con su tercer miniálbum Prelude y sencillo "April Story" (Hangul: 봄의 나라 이야기), el 4 de enero de 2017. También participó en los otros 2 lanzamientos del grupo ese año llamados "Mayday" y "Eternity".

### 2018:Debut con Blooming Melody
Chaekyung participó en la segunda temporada del programa Blooming Melody junto a Nam Taehyun, Giant Pink y Kanto. El 6 de diciembre de 2018 se liberó el sencillo debut del grupo "Yellow". El mismo día se liberó el MV oficial de la canción a través de Naver.

### 2019:Colaboración con VOISPER y participación en V1
Debido a que este año APRIL estuvo en descanso de sus actividades coreanas, Chaekyung aprovechó para enfocarse en sus actividades como solista.
El 4 de agosto, Chaekyung colaboró con el grupo VOISPER lanzando un sencillo titulado "Lovesome".
En septiembre hizo su aparición junto a sus compañeras de grupo, Jinsol y Chaewon en el programa de supervivencia V1 en el cual varias artistas femeninas combatían para decidir quién es la mejor vocalista. Sin embargo, no logró pasar la audición y fue eliminada junto a Chaewon.

## Discografía

### Canciones
| Título                             | Año            | Posiciones     | V               |
| Título                             | Año            | KOR            | V               |
| Colaboraciones                     | Colaboraciones | Colaboraciones | Colaboraciones  |
| ---------------------------------- | -------------- | -------------- | --------------- |
| "Pick Me" (Produce 101)            | 2015           | 9              | - KOR: 829,671+ |
| "At the Same Place" (Girls on Top) | 2016           | 8              | - KOR: 717,008+ |
| "Clock" (con Chae-won)             | 2016           | —              | - KOR: 10,343+  |
| "Why" (C.I.V.A, feat Miryo)        | 2016           | —              |                 |

## Filmografía

### Cine
| Año   | Título        | Hangul | Papel              | Ref.   |
| ----- | ------------- | ------ | ------------------ | ------ |
| Próx. | En los sueños | 인드림 | Investigadora jefe | [ 13 ] |

### Series de televisión
| Año     | Programa          | Papel        | Canal                | Notas      | Ref.   |
| ------- | ----------------- | ------------ | -------------------- | ---------- | ------ |
| 2022    | Calming Signal    | Cha Do-hee   | Drama Cube y YouTube | Serie web  | [ 14 ] |
| 2023-24 | Goryeo-Khitan War | Reina Wonhwa | KBS2                 | Episodio 4 | [ 15 ] |

### Programas de variedades
| Año  | Programa               | Notas                                                        |
| ---- | ---------------------- | ------------------------------------------------------------ |
| 2016 | I Can See Your Voice 3 | Ep. #11 - miembro del panel de detectives junto a Kim So-hee |